# Juan Dinenno
Juan Ignacio „Comandante” Dinenno de Cara (ur. 28 sierpnia 1994 w Rosario) – argentyński piłkarz występujący na pozycji napastnika, od 2024 roku zawodnik brazylijskiego Cruzeiro.